# Гемолимфа
Гемоли́мфа — жидкость, циркулирующая в сосудах и межклеточных полостях многих беспозвоночных животных (членистоногие, онихофоры, моллюски) с незамкнутой системой кровообращения. Выполняет те же функции (трофическую, экскреторную, защитную), что кровь и лимфа у животных с замкнутой системой кровообращения, но не переносит газы. Гемолимфа состоит из воды, неорганических солей (преимущественно Na+, Cl − и Ca2+) и органических соединений (в основном, углеводы, белки и липиды). Основным переносчиком кислорода является молекула гемоцианина. Функционирует, перенося питательные вещества и удаляя экскременты. У моллюсков гемолимфа транспортирует по всему организму также кислород и углекислый газ. 

## Гемолимфа насекомых
Гемолимфа является единственной тканевой жидкостью в теле насекомых. Подобно крови у позвоночных животных, гемолимфа образована жидким межклеточным веществом — плазмой — и находящимися в ней клетками — гемоцитами. Но в отличие от крови позвоночных, гемолимфа циркулирует не по замкнутым кровеносным сосудам, а в полости тела (в гемоцеле). Также в гемолимфе отсутствуют клетки, снабжённые гемоглобином или другими дыхательными пигментами.
Плазма гемолимфы содержит в себе неорганические и органические соединения. Гемоциты либо находятся в свободном взвешенном состоянии в плазме, либо оседают на поверхности внутренних органов. У большинства насекомых в 1 мм3 гемолимфы содержится от 10 000 до 100 000 клеток. Число гемоцитов, циркулирующих в теле таракана, составляет 9—13 миллионов, а их суммарный объём достигает 10 % от общего объёма гемолимфы.

### Функции гемолимфы
Гемолимфа осуществляет транспортировку питательных веществ от стенок пищеварительного канала ко всем органам. В выполнении данной функции принимают непосредственное участие как гемоциты, так и целый ряд химических соединений самой плазмы. Часть питательных веществ поступает из гемолимфы в клетки жирового тела. При голодании, диапаузе или во время линьки данные резервные продукты вновь переходят в гемолимфу и могут быть доставлены к местам их использования. У насекомых, развивающихся с полным превращением, те продукты, которые освобождаются при гистолизе личиночных тканей, тоже транспортируются гемолимфой.
Вторая важная функция гемолимфы связана с её участием в защите насекомых от инфекционных заболеваний и заражения паразитами. В выполнении данной защитной функции участвуют белки плазмы, гемоциты, способные к фагоцитозу, и клетки, образующие гемоцитарные капсулы вокруг многоклеточных паразитов. Гидростатическое давление, развиваемое гемолимфой, используется при выполнении ею механической функции. Оно обеспечивает раскручивание хоботка у бабочек и расправление крыльев после выхода из куколки или после превращения бескрылой личинки в крылатое взрослое насекомое.